# Togliatti e Stalin
Togliatti e Stalin. Il PCI e la politica estera staliniana negli archivi di Mosca è un saggio storico del 1997 scritto da Elena Aga Rossi e Viktor Zaslavskij. L'ampio volume esamina i rapporti tra Partito Comunista Italiano e governo sovietico sulla base dei documenti negli archivi di Mosca che sono stati desecretati e messi a disposizione degli storici all'inizio degli anni Novanta. Il saggio sostiene che, contrariamente a quanto tramandato dalla storiografia del PCI, la Svolta di Salerno non fu un atto autonomo di Palmiro Togliatti, ma scaturì da una decisione del governo sovietico.

## La "Svolta di Salerno" negli archivi sovietici
I due autori, marito e moglie nella vita, trovarono due documenti che attestavano come, ancora pochi mesi prima della "Svolta", a fine 1943, il segretario del PCI fosse contrario sia al riconoscimento della monarchia che all'ingresso nel primo governo Badoglio. 
La ricostruzione storica degli autori, basata sui documenti degli archivi di Mosca, porta a concludere che Togliatti mantenne la propria posizione di autonomia fino al marzo 1944. Poi Stalin fece prevalere la sua strategia.
Dopo l'8 settembre 1943, l'Italia, pur essendo stata accettata come co-belligerante dagli Alleati, si era trovata in una condizione di subalternità. Sperando di migliorare il proprio status, il governo Badoglio decise di fare un passo verso l'URSS.

Fu il segretario generale del Ministero degli Esteri, Renato Prunas, a contattare Mosca. Il Ministero degli Esteri sovietico accettò la proposta di un incontro, che si tenne l'11-12 gennaio 1944 a Ravello, vicino ad Amalfi. L'emissario del governo russo, nonché rappresentante sovietico nel Consiglio consultivo alleato, Andrej Vyšinskij, chiese al governo italiano di allargare la maggioranza a tutti i partiti del CLN. Inoltre propose di ristabilire normali relazioni diplomatiche col proprio Paese.
Quel 12 gennaio Vyshinskij aveva due impegni: uno col governo e l'altro con il PCI. I due dirigenti che lo incontrarono, Eugenio Reale e Velio Spano, gli chiesero chiare direttive su un eventuale ingresso del PCI in un futuro governo con gli altri partiti del CLN.

Al momento il PCI non aveva nessuna intenzione di entrare in un governo guidato dal maresciallo Badoglio. La linea dei comunisti era antimonarchica ma anche antibadogliana, poiché i comunisti consideravano Pietro Badoglio un personaggio compromesso con il passato regime.

Il 20 gennaio Badoglio invitò Reale e Spano a colloquio, proponendo loro di entrare nel governo. I rappresentanti comunisti respinsero la proposta.

Anche Palmiro Togliatti espresse nel gennaio 1944 la stessa posizione in un documento anti-Badoglio, Bozza di risposta ai compagni italiani. Il rapporto fu inviato al ministro degli Esteri sovietico Vjačeslav Molotov il 24 gennaio.

Nel frattempo Stalin metteva a punto la strategia di Mosca nei confronti dei Paesi europei nei quali l'URSS voleva giocare un ruolo di peso nel periodo postbellico: Ungheria, Romania, Polonia e Francia. In tutti questi Paesi ordinò al partito comunista locale di allearsi coi gruppi moderati e di entrare in coalizioni nazionali. L'Italia non doveva fare eccezione.

Venuto a conoscenza della posizione di Togliatti, Stalin convocò il leader PCI a Mosca e gli comunicò che rifiutava la sua argomentazione; gli spiegò che sarebbe stato meglio per il PCI entrare nel governo Badoglio. L'incontro si svolse il 4 marzo 1944.
Togliatti fece quello che gli aveva detto Stalin, rovesciò la propria linea antibadogliana e, giunto in Italia, convinse il gruppo dirigente del PCI ad entrare nel governo. Il 24 aprile 1944 nasceva il secondo governo Badoglio con la partecipazione dei sei partiti del CLN, tra cui il PCI. La mossa fu funzionale al disegno di Stalin, che mise a segno un colpo geo-politico nei confronti degli angloamericani. Il ristabilimento delle relazioni diplomatiche con l'URSS non servì all'Italia per migliorare il proprio status nell'Alleanza atlantica.
La storiografia italiana ha sempre denominato la mossa togliattiana "svolta di Salerno", attribuendo il nuovo corso del PCI ad un'iniziativa interna al partito. Anzi, la svolta avrebbe rappresentato il primo atto "indipendente" da Mosca del PCI.

## Le critiche di Luciano Canfora
Secondo Luciano Canfora, il libro è «un vibrante pamphlet che mette a frutto alcuni documenti, rapsodicamente trascelti e per lo più già noti, nell'intento fermissimo di dimostrare un unico assunto: che la politica del PCI fu sempre e totalmente subalterna alle direttive di Stalin». L'anticomunismo pregiudiziale del libro raggiunge un «aspetto esilarante», quando i due autori accusano il PCI di deriva insurrezionalista, allorché questo partito prese in esame la possibilità di reagire con le armi qualora gli Stati Uniti «fossero intervenuti per impedire le imminenti elezioni politiche» dell'aprile del 1948. Essendo «il comunismo il male», per i due autori un PCI che tenta di difendersi e di non essere sopraffatto non fa che praticare il male: «Rare volte si era caduti così in basso in un sedicente libro di storia».
A proposito della cosiddetta svolta di Salerno, Aga Rossi e Zaslavskij sostengono che gli alleati occupanti avrebbero appoggiato o gradito un governo del CLN, buttando a mare Badoglio, ignorando, secondo Canfora, «quanto tenacemente il governo inglese appoggiasse il re e Badoglio». Nel complesso, ricostruendo la vicenda e ridimensionando il ruolo di Togliatti, gli autori giungono a un risultato che forse non si proponevano: quello per cui «Stalin giganteggia per abilità diplomatica, lungimiranza e moderazione».
La conclusione di Canfora è che se gli autori «avessero inteso davvero fare il nobile mestiere di studiosi di storia», avrebbero cercato di comprendere le ragioni delle oscillazioni di Togliatti su una scelta politica così tormentata: «se non avessero scelto di ridurre i personaggi di quella vicenda o a meri strumenti o a geni del male, avrebbero forse sortito il risultato che più dovrebbe stare a cuore a uno storico: capire».
Il giornalista e politico del PSI craxiano Ugo Finetti, tuttavia, ha attaccato la posizione di Canfora e di altri storici in merito alla Svolta di Salerno accusandoli di esagerata tutela verso Togliatti.

## Edizioni
- Elena Aga Rossi e Victor Zaslavsky, Togliatti e Stalin. Il PCI e la politica estera staliniana negli archivi di Mosca, collana Biblioteca storica, Bologna, Il Mulino, 2007, ISBN 978-88-15-11869-1.

## Premi
- Premio Acqui Storia (sezione storico scientifica) 1998[10]